# Palazzetto Taverna
Palazzetto Taverna, per esteso palazzo Taverna Radice Fossati, è un palazzo storico di Milano situato in via Monte Napoleone al civico 2.

## Storia
Il palazzo fu realizzato a partire dal 1835 dal Ferdinando Albertolli, nipote del più famoso Giocondo Albertolli.

## Descrizione
L'edificio presenta delle forme tipicamente tardo-neoclassiche: il palazzo assume le forme della villa di campagna ottocentesca, ovvero una planimetria ad u sul cui lato vuoto viene ricavato un cortile d'ingresso. Tale ingresso è introdotto da un portico tetrastilo di colonne ioniche sul quale è ricavato una balconata. I corpi "pieni" laterali della facciata sono simmetrici rispetto all'asse verticale del palazzo: ogni corpo presenta al pian terreno tre apertura con arco a tutto sesto, mentre i piani superiori sono scanditi da tre lesene che scandiscono le finestre sobriamente decorate per terminare su un timpano triangolare.